# San Pascual (Batangas)
San Pascual is een gemeente in de Filipijnse provincie Batangas op het eiland Luzon. Bij de laatste census in 2010 telde de gemeente bijna 60 duizend inwoners.

## Geografie

### Bestuurlijke indeling
San Pascual is onderverdeeld in de volgende 29 barangays:
| - Alalum - Antipolo - Balimbing - Banaba - Bayanan - Danglayan - Del Pilar - Gelerang Kawayan - Ilat North - Ilat South - Kaingin - Laurel - Malaking Pook - Mataas Na Lupa - Natunuan North | - Natunuan South - Padre Castillo - Palsahingin - Pila - Poblacion - Pook Ni Banal - Pook Ni Kapitan - Resplandor - Sambat - San Antonio - San Mariano - San Mateo - Santa Elena - Santo Niño |

## Demografie
San Pascual had bij de census van 2010 een inwoneraantal van 59.598 mensen. Dit waren 2.398 mensen (4,2%) meer dan bij de vorige census van 2007. Ten opzichte van de census van 2000 was het aantal inwoners gegroeid met 10.557 mensen (21,5%). De gemiddelde jaarlijkse groei in die periode kwam daarmee uit op 1,97%, hetgeen hoger was dan het landelijk jaarlijks gemiddelde over deze periode (1,90%).

De bevolkingsdichtheid van San Pascual was ten tijde van de laatste census, met 59.598 inwoners op 50,7 km², 1175,5 mensen per km².
Agoncillo · Alitagtag · Balayan · Balete · Batangas City · Bauan · Calaca · Calatagan · Cuenca · Ibaan · Laurel · Lemery · Lian · Lipa · Lobo · Mabini · Malvar · Mataasnakahoy · Nasugbu · Padre Garcia · Rosario · San Jose · San Juan · San Luis · San Nicolas · San Pascual · Santa Teresita · Santo Tomas · Taal · Talisay · Tanauan · Taysan · Tingloy · Tuy